# Лашківська сільська рада
Лашкі́вська сільська́ ра́да — адміністративно-територіальна одиниця та орган місцевого самоврядування в Кіцманському районі Чернівецької області. Адміністративний центр — село Лашківка.

## Загальні відомості
- Населення ради: 2 675 осіб (станом на 2001 рік)

## Населені пункти
Сільській раді підпорядковані населені пункти:
- с. Лашківка
- с. Витилівка

## Склад ради
Рада складалася з 16 депутатів та голови.
- Голова ради:
- Секретар ради: Сорохан Наталія Даріївна

### Керівний склад попередніх скликань
| Прізвище, ім'я, по батькові | Основні відомості                                                                     | Дата обрання | Дата звільнення |
| --------------------------- | ------------------------------------------------------------------------------------- | ------------ | --------------- |
| Сорохан Іван Миколайович    | Сільський голова, 1952 року народження, член Всеукраїнського об'єднання «Батьківщина» | 26.03.2006   | 31.10.2010      |
| Ванчуляк Іван Ілліч         | Сільський голова, 1965 року народження, освіта вища, безпартійний                     | 31.10.2010   | 15.05.2014      |

Примітка: таблиця складена за даними сайту Верховної Ради України

### Депутати
За результатами місцевих виборів 2010 року депутатами ради стали:

#### За суб'єктами висування
| Суб'єкт висування | Кількість обраних депутатів | %   |
| ----------------- | --------------------------- | --- |
| Самовисування     | 16                          | 100 |

#### За округами
| № округу | Прізвище, ім'я, по батькові   | Дата визнання обраним | Освіта             | Партійна приналежність      | Відомості про обраного депутата                                 |
| -------- | ----------------------------- | --------------------- | ------------------ | --------------------------- | --------------------------------------------------------------- |
| 1        | Солотвінська Дарія Тодорівна  | 02.11.2010            | вища               | позапартійна                | Лашківська сільська рада, землевпорядник                        |
| 2        | Головач Галина Степанівна     | 16.03.2014            | середня            | позапартійна                | приватний підприємець                                           |
| 3        | Хромюк Галина Степанівна      | 02.11.2010            | вища               | член Партії регіонів        | Лашківський ЗНЗ І-ІІІ ст., вчитель                              |
| 4        | Рокочий Руслан Тодорович      | 16.03.2014            | вища               | позапартійний               | Кіцманська районна рада, головний спеціаліст юридичного відділу |
| 5        | Скринчук Василь Степанович    | 16.03.2014            | середня            | позапартійний               | приватний підприємець                                           |
| 6        | Олійник Ольга Дмитрівна       | 02.11.2010            | середня спеціальна | член Партії «ВІДРОДЖЕННЯ»   | фельдшерсько-акушерський пункт с. Витилівка, медсестра          |
| 7        | Капітанчук Галина Василівна   | 02.11.2010            | середня спеціальна | позапартійна                | м. Кіцмань, соціальний працівник                                |
| 8        | Данчул Ярослав Степанович     | 02.11.2010            | вища               | позапартійний               | приватний підприємець                                           |
| 9        | Марусяк Інна Денисівна        | 02.11.2010            | вища               | член Партії регіонів        | тимчасово не працює                                             |
| 10       | Фурман Ганна Юріївна          | 02.11.2010            | вища               | позапартійна                | Лашківський ДНЗ, вихователь                                     |
| 11       | Андріяшик Афанасій Юрійович   | 02.11.2010            | середня            | член Партії Зелених України | приватний підприємець                                           |
| 12       | Сорохан Іван Васильович       | 02.11.2010            | вища               | позапартійний               | м. Кіцмань, інженер                                             |
| 13       | Маковійчук Руслан Ярославович | 02.11.2010            | середня спеціальна | позапартійний               | приватний підприємець                                           |
| 14       | Гугуман Марина Іванівна       | 02.11.2010            | середня спеціальна | позапартійна                | Лашківський ДНЗ, вихователь                                     |
| 15       | Сорохан Наталія Даріївна      | 02.11.2010            | вища               | позапартійна                | Лашківська сільська рада, секретар ради                         |
| 16       | Різун Василь Євгенович        | 02.11.2010            | середня спеціальна | позапартійний               | приватний підприємець                                           |